# Epinephelus magniscuttis
Epinephelus magniscuttis és una espècie de peix de la família dels serrànids i de l'ordre dels perciformes.

## Morfologia
Els mascles poden assolir els 150 cm de longitud total.

## Distribució geogràfica
Es troba a KwaZulu-Natal (Sud-àfrica), nord de Moçambic, Reunió, Maurici, Nova Caledònia, les Filipines, Nova Guinea, Fidji i Tonga.